# Fritz Hasselhuhn
Fritz Hasselhuhn (* 5. Mai 1910 in Berlin; † 13. Dezember 1943 im Zuchthaus Brandenburg-Görden) war ein deutsches SPD-Mitglied, Widerstandskämpfer und NS-Opfer.

## Leben

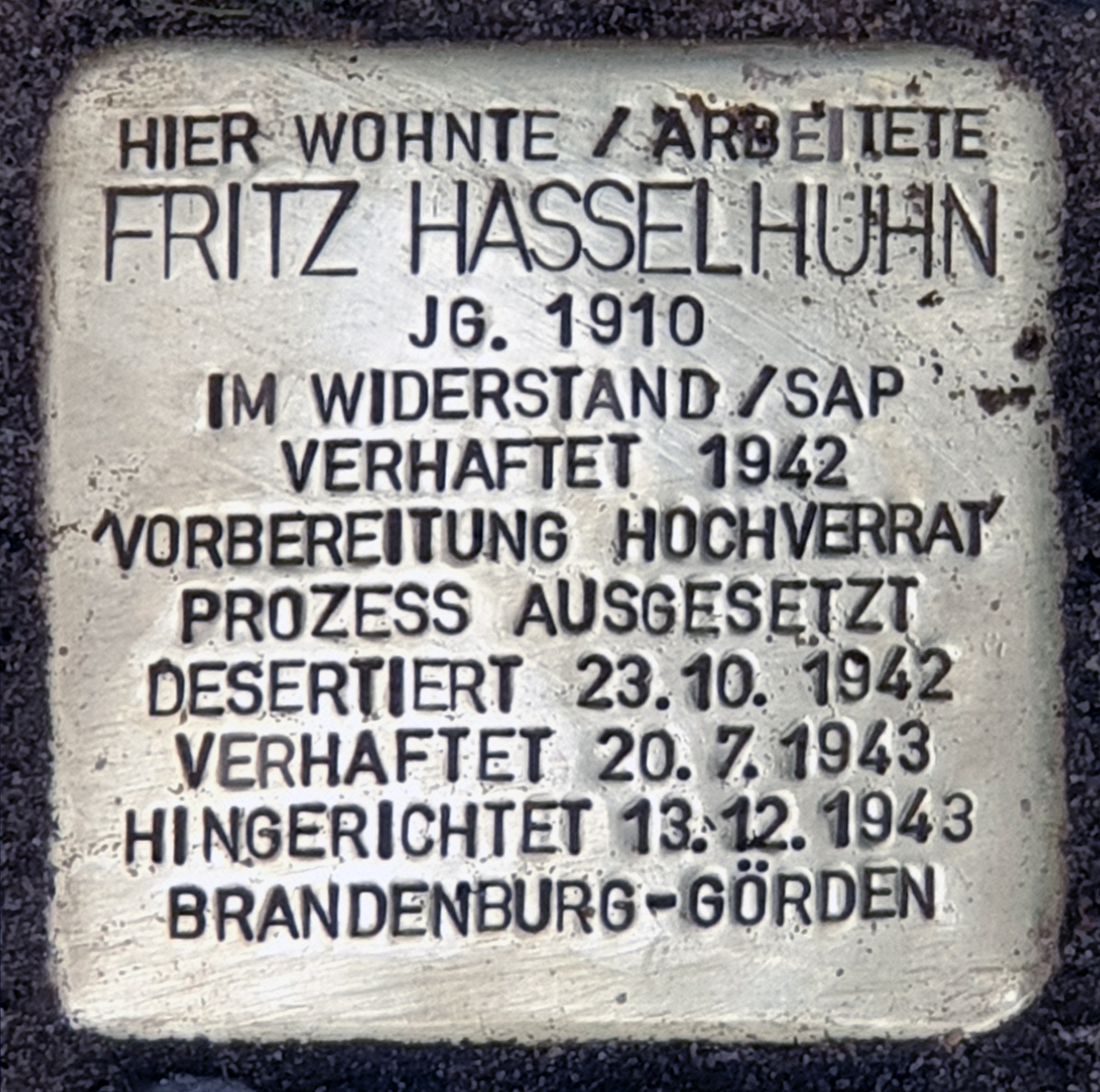
Stolperstein für Fritz Hasselhuhn vor der Kiefholzstraße 177, Berlin-Baumschulenweg

Hasselhuhn wuchs bei seiner Mutter auf und gehörte dem Verband der Lithographen und Steindrucker an. Er war Mitglied der Sozialistischen Arbeiterjugend SAJ und des der KPD nahestehenden Arbeiter-Turn- und Sportvereins Fichte Berlin und trat 1930 der SPD bei. Außerdem war er Mitglied und Funktionär der Sozialistischen Arbeiterpartei Deutschlands (SAPD/SAP).
Nach der „Machtergreifung“ der Nationalsozialisten beteiligte sich Hasselhuhn an der Herstellung illegaler Publikationen und stellte seine Wohnung als Treffpunkt von Widerstandskämpfern zur Verfügung. Er wurde 1939 zur Wehrmacht eingezogen und nach Frankreich versetzt. Wegen seiner SPD-Mitgliedschaft galt Hasselhuhn als „politisch unzuverlässig“ und wurde von Beförderungen innerhalb der Wehrmacht ausgeschlossen. Nach einem „Wirtschaftsurlaub“ bei der Firma Telefunken wurde er im Februar 1941 erneut eingezogen und in Dänemark stationiert. Im März 1942 wurde er wegen „Vorbereitung zum Hochverrat“ angeklagt; das Verfahren wurde im Juni 1942 durch das Reichskriegsgericht „bis zur Beendigung des Kriegszustandes“ ausgesetzt.
Am 23. Oktober 1942 desertierte Hasselhuhn während seiner Stationierung in Dänemark. Zur Vorbereitung der Desertation entwendete er Ausweisdokumente und –stempel und deponierte bei einem befreundeten Ehepaar einen Koffer mit Zivilkleidung. Nach seiner Fahnenflucht lebte er im Untergrund in Berlin und wohnte in kleinen Innenstadthotels. Er besorgte sich neue Personalpapiere mit dem Decknamen „Heinz Jürgensen“ und arbeitete vorübergehend als Lithograph. Von Dezember 1942 bis Januar 1943 lebte er in Kopenhagen unter dem Decknamen „Paulsen“, betrieb Handelsgeschäfte und versuchte erfolglos, nach Schweden zu fliehen, von dort sein Großvater, ein Klavierfabrikant, nach Berlin gezogen war. Um neue Papiere zu beschaffen, kehrte er nach Berlin zurück. Im Februar 1943 bestellte er, angeblich im Auftrag von Telefunken, bei einem bekannten Drucker tausend Blanko-Werksausweise. Außerdem entwendete er aus der Druckerei Ausweisformulare verschiedener Rüstungsbetriebe und konnte sich dadurch als „Heinz Jürgensen“, Mitarbeiter der Reichswerke Hermann-Göring, ausweisen. Die gefälschten Werksausweise von Telefunken gab er an untergetauchte Juden weiter und konnte so mindestens 16 Juden in Berlin vorübergehend das Überleben im Untergrund sichern.
Am 20. Juli 1943 wurde Hasselhuhn bei der Übergabe falscher Papieren im Wassersportheim von Pichelsdorf verhaftet, nachdem das Treffen an die Gestapo verraten worden war. Am 20. Oktober 1943 wurde Hasselhuhn vom Gericht der Wehrmachtskommandantur Berlin in der Lehrter Straße wegen „Fahnenflucht“ zum Tode verurteilt und am 13. Dezember 1943 im Zuchthaus Brandenburg-Görden hingerichtet. Seine Urne wurde auf dem Friedhof Baumschulenweg im Feld A2 beigesetzt.

## Gedenken
Am 6. Oktober 2020 wurde von der Stadt Berlin ein Stolperstein vor seiner Wohnung an der Kiefholzstraße 177 in Berlin-Baumschulenweg angebracht.